# Admit It
"Admit It" je drugi singl nizozemske pjevačice i tekstopisca Esmée Denters s njezinog debitantskog albuma "Outta Here" iz 2009. Singl je izdan digitalno i kao CD singl 4. rujna u Nizozemskoj, a 28. prosinca u Ujedinjenom Kraljevstvu.
Pjesmu su napisali Denter i Toby Gad, a producirali su je Gad i Justin Timberlake.

## Uspjeh pjesme
Pjesma je u Nizozemskoj debitirala na 35. poziciji. Četiri tjedna nakon objavljivanja pjesma se plasirala na 28. poziciji što je najviša pozicija te pjesme na ljestvici. Pjesma se držala šest tjedana na ljestvici. Na britanskoj ljestvici singlova, UK Singles Chart pjesma je debitirala na 57. poziciji, sljedećeg tjedna pjesma se plasirala na 56. poziciji. Nakon dva tjedna provedenoj na britanskoj ljestvici pjesma je ispala iz nje.

## Popis pjesama
Digitalno preuzimanje
1. "Admit It" - 3:41

## Videospot
Spot za pjesmu "Admit It" snimljen je u Los Angelesu pod redateljskom palicom Kennetha Cappelloa. Premijerno je prikazan 3. studenog 2009. godine na nizozemskom programu TMF-u. Denters je sama napisala scenarij za spot.

## Ljestvice
| Ljestvice (2010.)      | Najviša pozicija |
| ---------------------- | ---------------- |
| Nizozemska             | 28               |
| Ujedinjeno Kraljevstvo | 56               |

## Povijest objavljivanja
| Država                 | Datum              | Izdavač         | Format                          |
| ---------------------- | ------------------ | --------------- | ------------------------------- |
| Nizozemska             | 9. rujna 2009.     | Universal Music | CD singl, digitalno preuzimanje |
| Ujedinjeno Kraljevstvo | 28. prosinca 2009. | Polydor Records | CD singl, digitalno preuzimanje |